# Pontoy
Pontoy – miejscowość i gmina we Francji, w regionie Grand Est, w departamencie Mozela.
Według danych na rok 1990 gminę zamieszkiwało 436 osób, a gęstość zaludnienia wynosiła 43 osoby/km² (wśród 2335 gmin Lotaryngii Pontoy plasuje się na 636. miejscu pod względem liczby ludności, natomiast pod względem powierzchni na miejscu 596.).